# Stele di Naram-Sin

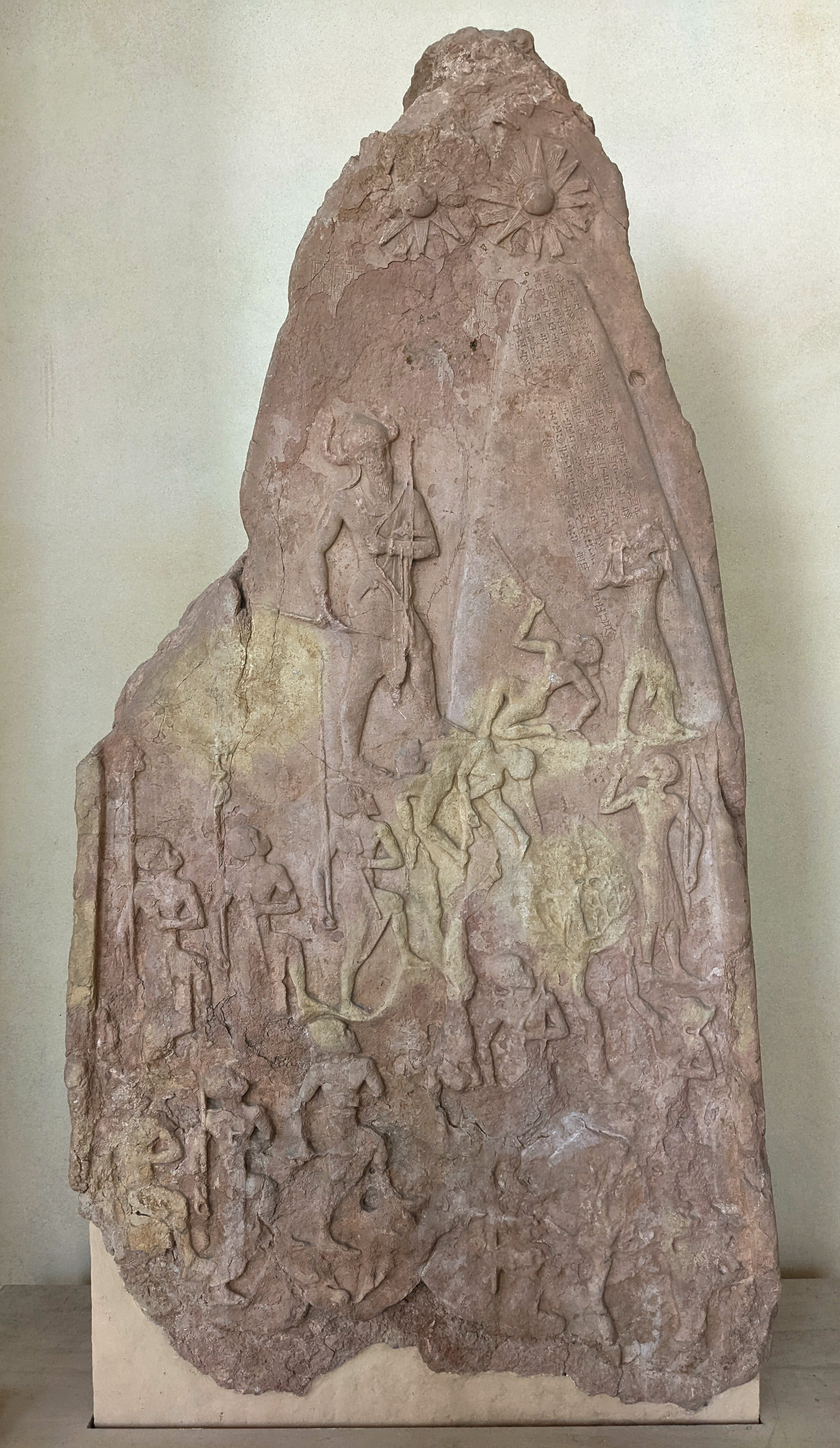
Stele di Naram-Sin o della vittoria

La stele di Naram-Sin o stele della vittoria è un bassorilievo su lastra di arenaria alta 200 cm e larga 105 cm che celebra il sovrano accadico Narām-Sîn per la sua vittoria sui Lullubiti. Rinvenuta tra le rovine di Susa, la stele era originariamente collocata nella città di Sippar La stele è conservata oggi presso il Museo del Louvre, a Parigi.
Un bassorilievo simile, sempre ritraente Narām-Sîn, fu rinvenuto a pochi chilometri di Diarbekr, nel Pir Hüseyin.

## Storia e ritrovamento
Narām-Sîn (cuneiforme 𒀭𒈾𒊏𒄠𒀭𒂗𒍪), figlio di Manishtushu e padre di Shar-kali-sharri, fu un sovrano accadico, terzo successore di Sargon di Akkad. Secondo la cronologia media, regnò dal 2254 al 2218 a.C. Portò l'impero dei suoi padri alla massima estensione, realizzando quella conquista della Mesopotamia (entro l'arco montano) dal "Mare Superiore" (Mar Mediterraneo) al "Mare Inferiore" (Golfo Persico), che finirà per avere un ruolo ideologico preminente in tutta la storia del Vicino Oriente antico.
La porzione principale della stele fu rinvenuta dall'archeologo Jacques de Morgan nel 1898 a Susa, oggi Sush, antica capitale dell'Elam sull'altopiano iranico, dove presumibilmente fu portata come trofeo di guerra da Shutruk-Nakhkhunte I, a capo dell'impero elamita.

## Descrizione
La stele celebra la vittoria di Narām-Sîn, figlio di Manishtushu e padre di Shar-Kali-Sharri, contro i Lullubiti, un popolo che abitava i monti Zagros.
Nel bassorilievo spicca la figura del sovrano, venerato dai suoi guerrieri come un dio, accompagnato dai due vessilliferi alla sua sinistra e reso divino dalla presenza di due astri sopra di lui. Da notare il particolare copricapo del re Narām-Sîn, una tiara con corna, simbolo, queste ultime, della divinità. Un richiamo dunque alla deificazione in vita del sovrano accadico, il primo sovrano mesopotamico a vantare la propria umanità divinizzata, testimoniata anche dalle iscrizioni che antepongono al suo nome il determinativo, proprio degli dèi, dingir. Al re, fedele custode ed esecutore della volontà del dio poliade proprio dei Sumeri, si sostituisce, con l'accadico Narām-Sîn, il re che si fa dio stesso. Narām-Sîn indossa un arco e impugna una freccia incedendo altero sui corpi dei nemici. Un'altra sua freccia ha appena ferito alla gola un guerriero nemico che gli si pone soccombente di fronte. Anche le dimensioni delle figure, testimoniata proprio da quella della freccia che ha ferito il guerriero nemico, mostrano la "grandezza" fisica sovrumana propria del sovrano accadico. Sebbene la stele sia rovinata nella parte superiore, essa ancora rivela chiaramente la gloria, l'orgoglio e la divinità di Narām-Sîn.
L'esercito accadico, collocato nella parte sinistra della stele, è composto da guerrieri che marciano in modo ordinato, il che è in netta contrapposizione con il caos che regna tra i guerrieri lullubi, nella parte inferiore destra della lastra, collocati a terra sul campo di battaglia roccioso e impervio per la natura montagnosa dei monti Zagros. La stele sembra spezzare la tradizione usando disposizioni diagonali delle figure per comunicare la storia all'osservatore, sebbene registri orizzontali più tradizionali siano visibili sui frammenti più piccoli.

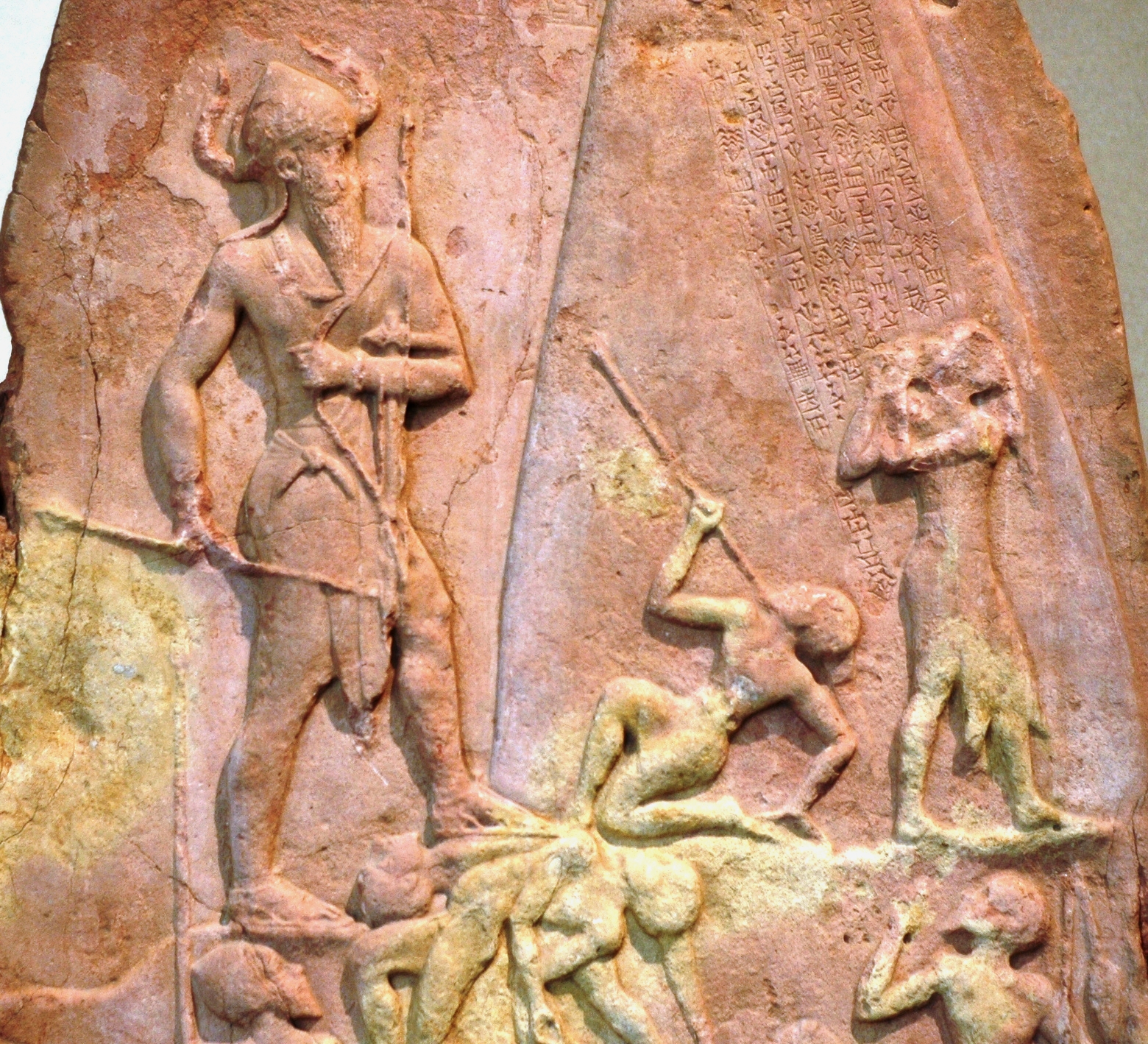
Naram-Sin accompagnato dai due vessilliferi